# Mesoleius admirabilis
Mesoleius admirabilis là một loài tò vò trong họ Ichneumonidae.